# Fürstensteiner Diorit

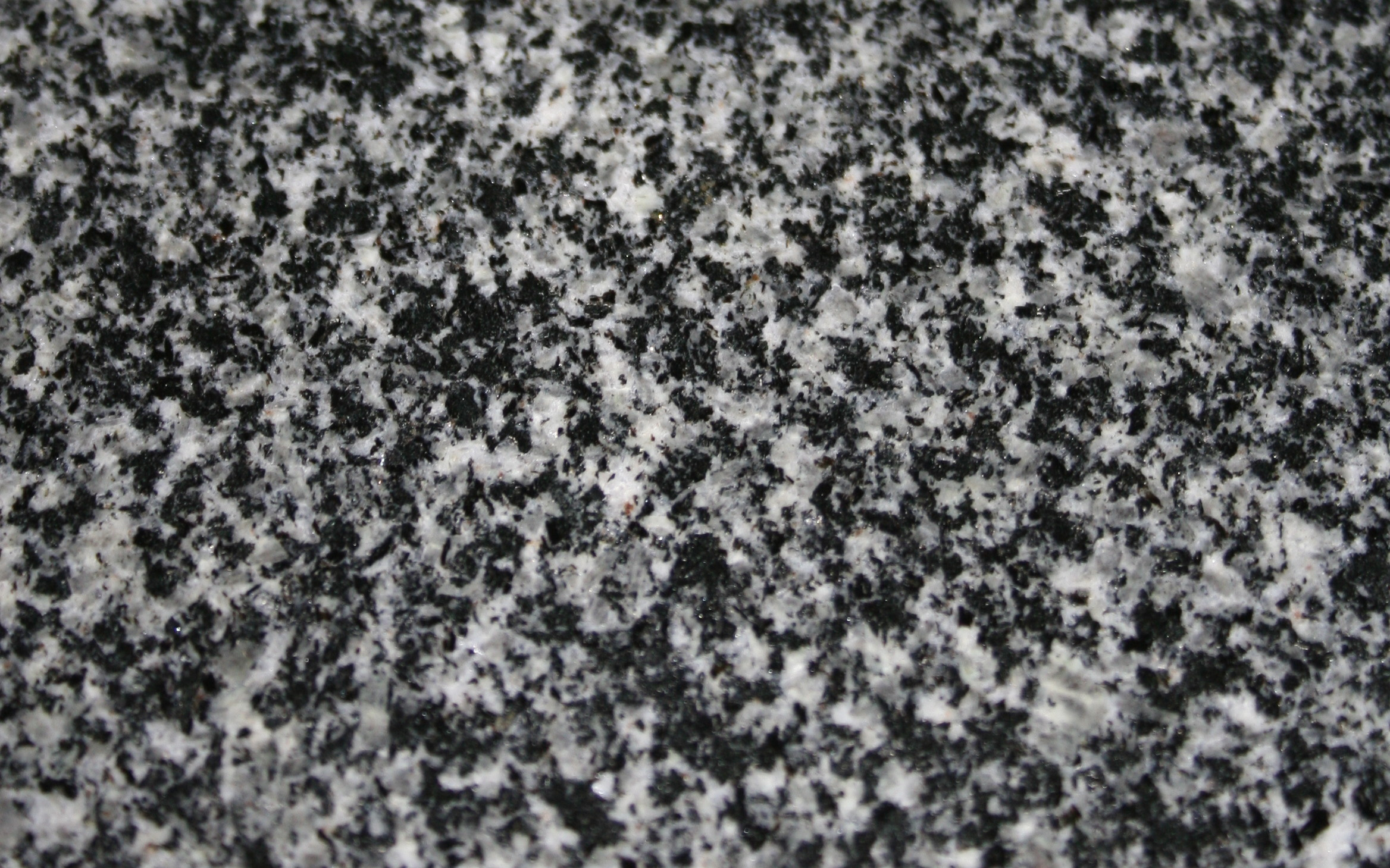
Muster eines polierten Fürstenstein Diorits

Der Fürstenstein Diorit oder Paradies genannte Diorit kommt zwischen Fürstenstein und Nammering bei Tittling im Bayerischen Wald vor. Er entstand im Oberkarbon.

## Geologie
Das Vorkommen des Fürstenstein Diorit befindet sich im größten Verbreitungsgebiet magmatischer Tiefengesteine im Bayerischen Wald. Dieses Intrusiongebiet ist von Gneisen und Diatexiten umgeben; es hat eine Ausdehnung in der Nord-Süd-Richtung von 17 km und in der Ost-West-Richtung von 12 km. Die älteren Diorite sind 334 Millionen Jahre alt, zu denen der Fürstenstein Diorit gerechnet wird, während die jüngeren Gesteinsbildungen Granite und Granodiorite, wie Tittlinger Granit und Hauzenberger Granit, vor 312 und 123 Millionen Jahren stattfanden.

## Gesteinsbeschreibung
Der dunkelgraue leicht grünliche Fürstenstein Diorit mit einer Korngröße von 1,5 bis 2 Millimeter zeigt ein regelmäßig körniges Gefüge. Dieser Diorit setzt sich aus 37 Prozent grauweißem Plagioklas, 6 Prozent Alkalifeldspat, 35 bis 38 Prozent Hornblende, 7 Prozent Quarz, 7 Prozent Biotit und je 5 Prozent Muskovit und Chlorit zusammen.
Er ist je nach seiner Gesteinslage unterschiedlich dunkel, daher wird je nach Helligkeit dieses Gestein im Handel unterschieden und entweder Fürstenstein Grau oder Fürstenstein Grauschwarz genannt.

## Verwendung
Verwendet wurde der Fürstenstein in den 1950er bis zu den 1960er Jahren vor allem als Grabstein. Dies hängt damit zusammen, dass Diorite nie bunt sind und in diesen Jahren in der Bundesrepublik dunkle Gesteine auf Friedhöfen angeboten und bevorzugt wurden. Bei Bauarbeiten wurde er für Boden- und Treppenbeläge, Bord- und Randsteine, aber auch für Bildhauerarbeiten. Des Weiteren werden Gesteinsabfälle im Steinbruch für Pflaster in jeder Größe verwendet und zu Splitt zerkleinert. Heute (2010) ist lediglich ein Fürstenstein-Steinbruch im Betrieb.
Verbaut wurde er an der Universität Regensburg, Realschule in Tittling und auf der Schlossterrasse in Bad Alexandersbad.